# Der Tritschtratsch
Personnages
- Inspecteur Wurm
- Marie, sa fille
- Madame Grüneberger, une Berlinoise
- Gottlieb Fiedler, son neveu
- Mamsell Katton, Mamsell Charlott, Mamsell Babett, Mamsell Nanett, Mamsell Christin, modistes
- Sebastian Tratschmiedl, vendeur de tabac
- Frank

Der Tritschtratsch est une pièce avec chant en un acte de Johann Nestroy avec une musique d'Adolf Müller senior.

## Synopsis
Les cinq amies modistes de Marie se disputent sur son amour pour Gottlieb. À la recherche d'un lieu secret où elles pourraient monter leur affaire, elles reçoivent le soutien de Tratschmiedl, un marchand de tabac bavard. Après une conversation avec Frank, qui la répète sans faire attention au père de Marie, Tratschmiedl suscite la sensation en croyant que Marie n'est pas la fille de l'inspecteur Wurm ; elle devient l'objet de tous les commérages. La tante de Gottlieb, madame Grüneberger, une Berlinoise qui vient pour le mariage à Vienne, est horrifiée par ce qu'elle apprend.
Gottlieb ne croit pas les racontars et en veut à Tratschmiedl. Mais quand Frank rencontre le père très riche et Gottblieb qui connaît très bien Marie et promet une dot de 50 000 florins à Gottlieb, tous les détracteurs se taisent et donnent leurs félicitations.

## Histoire
La source de Nestroy est le vaudeville Die Klatschereien de Louis Angely, donné pour la première fois le 24 mars 1826 au Königsstädtisches Theater à Berlin. Nestroy est très fidèle au modèle, mais corrige le texte et l'adapte pour le public viennois - sauf pour le rôle de Madame Grüneberger. Lors de la première, Nestroy n'apparaît pas sur l'affiche comme auteur, mais l'est le lendemain.
Pour la première à Vienne, la comédienne de Lübeck Doralt est annoncée, mais pour des raisons inconnues elle ne jouera pas madame Grünberger. Lorsque la remplaçante, Mme Fehringer, demande à ne pas chanter, Nestroy écrit le duo Grüneberger/Tratschmiedl pour sa compagne Marie Weiler qui joue Babett.
Johann Nestroy joue Tratschmiedl, Franz Gämmerler Gottlieb Fiedler, Ignaz Stahl l'inspecteur Wurm, Marie Weiler Mamsell Babett, Eleonore Condorussi Mamsell Charlott et Elise Zöllner Mamsell Katton. Wenzel Scholz a un rôle de la cinquième représentation, il est le maçon Schneck.
Johann Strauss fils compose en 1858 Tritsch-Tratsch-Polka, op. 214. Le titre est lié à la farce de Johann Nestroy et au journal humoristique du même nom, dans la page du titre, ils sont cités en note de bas de page.